# Roissy-en-France

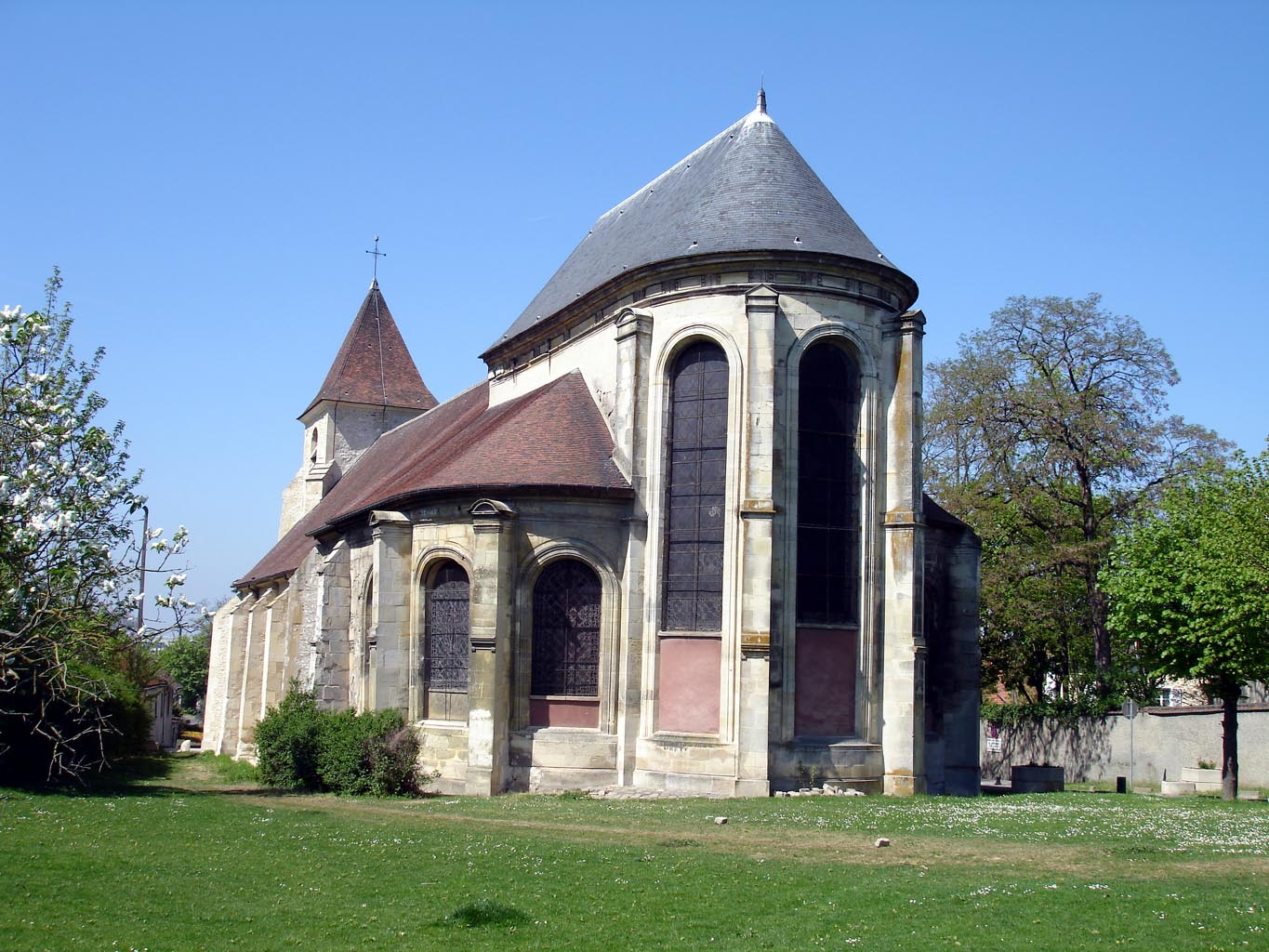
Roissy, kostel sv. Eligia (16. stol.)

Roissy-en-France (často nazývané jen Roissy) je město v severovýchodní části metropolitní oblasti Paříže ve Francii, v departmentu Val-d'Oise a regionu Île-de-France. Od centra Paříže je vzdálené 20,7 km a prochází jím dálnice A1.

## Geografie
Sousední obce: Gonesse, Le Thillay, Vaudherland, Goussainville, Louvres, Épiais-lès-Louvres, Tremblay-en-France a Mauregard.

## Pamětihodnosti
- Kostel svatého Eligia (Saint Éloi) ze 16. století s bočními kaplemi a s věží stojí na místě starších staveb, patrně od 7. století.

## Vývoj počtu obyvatel
Počet obyvatel

## Doprava
V Roissy leží čtvrtina největšího francouzského letiště Charlese de Gaulla (Charles de Gaulle international airport, zkratka CDG), které původně neslo jméno tohoto městečka a i dnes se tak často označuje. Letiště s Paříží spojuje předměstská vlaková linka RER B a řada autobusových linek.

## Literární odkazy
V Roissy se odehrávají příběhy dvou pozoruhodných sadomasochistických novel Příběh O a pokračování Návrat do Roissy francouzské spisovatelky Anne Desclos (užívající pseudonym Pauline Réage). I když druhá z novel vyšla česky v roce 2005 pod jménem Pauline Réageová: Příběh O ; Návrat do Roissy, zůstává autorství sporné.